# Lauri Markkanen
Lauri Elias Markkanen (Vantaa, 1997. május 22. –) finn válogatott kosárlabdázó, a Utah Jazz játékosa a National Basketball Associationben (NBA). Pekka és Riikka Markkanen kosárlabdázók fia, bátyja, Eero Markkanen labdarúgó.
Jyväskylä városában nőtt fel, a helyi csapatban kezdett el játszani. A finn bajnokságban 17 évesen mutatkozott be, a HBA-Märsky játékosaként. 2016-ban költözött az Egyesült Államokba, az Arizona Wildcats játékosaként szerepelt egyetemen, beválasztották az All-Pac-12 főcsoport legjobb csapatába. A 2017-es NBA-drafton a hetedik helyen választotta a Minnesota Timberwolves, mielőtt az esemény estéjén a Timberwolves és a Chicago Bulls megegyezett Jimmy Butler átigazolásában, aminek részeként Markkanen is Chicagóban kötött ki. Kiemelkedő hárompontos dobó lett illinois-i évei során, de 2021-ben elhagyta a csapatot. Egy évet töltött ez után a Cleveland Cavaliers színeiben, amit követően a Utah Jazz játékosa lett, ahol végre elérte azt a szintet, amit vártak tőle draftolása idején. All Star lett és megválasztották a Legtöbbet fejlődött játékosnak is.

## Statisztika

### Európai ligák
| Év        | Csapat              | Liga       | JM | JP/M | MG%  | 3P%  | BD%   | LP/M | GP/M | L/M | B/M | P/M  |
| --------- | ------------------- | ---------- | -- | ---- | ---- | ---- | ----- | ---- | ---- | --- | --- | ---- |
| 2012–2013 | HoNsU Basket Junior | Utánpótlás | 7  | 13,7 | .514 | .500 | 1.000 | 2,6  | 0,3  | 0,1 | 0,6 | 7,1  |
| 2013–2014 | HoNsU Basket Junior | Utánpótlás | 8  | 14,0 | .397 | .368 | .933  | 2,8  | 0,4  | 1,0 | 0,4 | 9,3  |
| 2014–2015 | HBA-Märsky          | Koripallon | 15 | 24,5 | .587 | .340 | .754  | 8,4  | 0,9  | 1,5 | 0,7 | 15,7 |
| 2015–2016 | HBA-Märsky          | Koripallon | 16 | 26,4 | .550 | .375 | .854  | 7,6  | 1,1  | 0,8 | 0,7 | 21,6 |
| Karrier   | Karrier             | Karrier    | 46 | 19,7 | .512 | .395 | .885  | 5,35 | 0,7  | 0,9 | 0,6 | 13,4 |

### Egyetem
| Év        | Csapat           | JM | KM | JP/M | MG%  | 3P%  | BD%  | LP/M | GP/M | L/M | B/M | P/M  |
| --------- | ---------------- | -- | -- | ---- | ---- | ---- | ---- | ---- | ---- | --- | --- | ---- |
| 2016–2017 | Arizona Wildcats | 37 | 37 | 30,8 | .492 | .423 | .835 | 7,2  | 0,9  | 0,4 | 0,5 | 15,6 |

### NBA
Alapszakasz
| Év        | Csapat              | JM  | KM  | JP/M | MG%  | 3P%  | BD%  | LP/M | GP/M | L/M | B/M | P/M  |
| --------- | ------------------- | --- | --- | ---- | ---- | ---- | ---- | ---- | ---- | --- | --- | ---- |
| 2017–2018 | Chicago Bulls       | 68  | 68  | 29.7 | .434 | .362 | .843 | 7.5  | 1.2  | .6  | .6  | 15.2 |
| 2018–2019 | Chicago Bulls       | 52  | 51  | 32.3 | .430 | .361 | .872 | 9.0  | 1.4  | .7  | .6  | 18.7 |
| 2019–2020 | Chicago Bulls       | 50  | 50  | 29.8 | .425 | .344 | .824 | 6.3  | 1.5  | .8  | .5  | 14.7 |
| 2020–2021 | Chicago Bulls       | 51  | 26  | 25.8 | .480 | .402 | .826 | 5.3  | .9   | .5  | .3  | 13.6 |
| 2021–2022 | Cleveland Cavaliers | 61  | 61  | 30.8 | .445 | .358 | .868 | 5.7  | 1.3  | .7  | .5  | 14.8 |
| 2022–2023 | Utah Jazz           | 66  | 66  | 34.4 | .499 | .391 | .875 | 8.6  | 1.9  | .6  | .6  | 25.6 |
| 2023–2024 | Utah Jazz           | 55  | 55  | 33.1 | .480 | .399 | .899 | 8.2  | 2.0  | .9  | .5  | 23.2 |
| 2024–2025 | Utah Jazz           | 47  | 47  | 31,4 | .423 | .346 | .876 | 5,9  | 1,5  | 0,7 | 0,4 | 19,0 |
| Karrier   | Karrier             | 450 | 424 | 31.0 | .455 | .371 | .867 | 7.1  | 1.5  | .7  | .5  | 18.2 |
| All Star  | All Star            | 1   | 1   | 26.0 | .462 | .167 | –    | 7.0  | .0   | .0  | .0  | 13.0 |

Play-in
| Év      | Csapat              | JM | KM | JP/M | MG%  | 3P%  | BD%   | LP/M | GP/M | L/M | B/M | P/M  |
| ------- | ------------------- | -- | -- | ---- | ---- | ---- | ----- | ---- | ---- | --- | --- | ---- |
| 2022    | Cleveland Cavaliers | 2  | 2  | 32.6 | .484 | .438 | 1.000 | 6.0  | .0   | 2.5 | .5  | 19.5 |
| Karrier | Karrier             | 2  | 2  | 32.6 | .484 | .438 | 1.000 | 6.0  | .0   | 2.5 | .5  | 19.5 |

## NBA-rekordok
- Legkevesebb mérkőzés (41) 100 szerzett hárompontosig.[9]
- Leghosszabb mérkőzéssorozat, amin egy legalább 7 láb magas (213 cm) játékos hárompontost szerzett (48 mérkőzés).[10]
- Az egyetlen játékos az NBA történetében, aki egy szezonban legalább 100 zsákolást és 200 hárompontost szerzett.[11]